# Ethereum Classic
Ethereum Classic es una plataforma informática distribuida de código abierto basada en blockchain que ofrece una funcionalidad de contrato inteligente (scripting).
Admite una versión modificada del consenso de Nakamoto a través de transacciones de estado basadas en transiciones ejecutadas en una máquina pública virtual Ethereum (EVM).
Ethereum Classic mantiene la historia original e inalterada de la red Ethereum. La red principal del proyecto Ethereum se lanzó inicialmente a través de Frontier el 30 de julio de 2015. Sin embargo, debido a un hackeo de un proyecto de terceros, la Fundación Ethereum creó una nueva versión de la red principal de Ethereum el 20 de julio de 2016 con un cambio de estado irregular implementado que borró el robo de DAO de la historia de la cadena de bloques de Ethereum.
La Fundación Ethereum aplicó su marca registrada a la nueva versión alterada de la cadena de bloques Ethereum; Ethereum (ticker: ETH).  La versión anterior e inalterada de Ethereum se renombró y continuó como Ethereum Classic (ticker: ETC).
El token Ether nativo de Ethereum Classic es una criptomoneda que se negocia en intercambios de divisas digitales bajo el símbolo de cotización ETC.
Ether se crea como recompensa a los nodos de la red por un proceso conocido como "minería ", que valida los cálculos realizados en el EVM de Ethereum Classic.
Implementada el 11 de diciembre de 2017, la política monetaria ETC actual busca los mismos objetivos que el bitcoin de ser mecánico, algorítmico y limitado. El ETC se puede canjear por tarifas de transacción de red u otros activos, materias primas, divisas, productos y servicios.
Ethereum Classic proporciona una máquina virtual descentralizada de Turing completo, la Máquina virtual Ethereum (EVM), que puede ejecutar scripts utilizando una red internacional de nodos públicos. El conjunto de instrucciones de la máquina virtual es Turing completo en contraste con otros como el script bitcoin. Gas, un mecanismo de precios de transacciones internas, se utiliza para mitigar el spam y asignar recursos en la red.

## Hitos

### Frontera
La Fundación Ethereum desarrolló varios prototipos con nombre en código de la plataforma Ethereum, como parte de su serie de prueba de concepto, antes del lanzamiento oficial de la red Frontier.
Ethereum classic siguió esta base de código después del incidente de DAO.
| Fecha      | Cuadra     | Nombre del hito                |
| ---------- | ---------- | ------------------------------ |
| 2015-07-30 | 0          | Frontera                       |
| 2015-09-08 | 200.000    | Era de Hielo                   |
| 2016-03-15 | 1,150,000  | Granja                         |
| 2016-07-20 | 1,920,000  | El rescate de DAO              |
| 2016-10-24 | 2.500.000  | Reprecio del gas               |
| 2017-01-13 | 3,000,000  | Morir duro                     |
| 2017-12-11 | 5,000,000  | Gotham                         |
| 2017-12-11 | 5,000,001  | 5M20 Era 2                     |
| 2018-05-29 | 5.900.000  | Desactivar bomba de dificultad |
| 2019-09-12 | 8.772.000  | Atlantis                       |
| 2020-01-11 | 9.573.000  | Agharta                        |
| 2020-03-17 | 10,000,001 | 5M20 Era 3                     |
| 2020-06-01 | 10,500,839 | Fénix                          |
| 2020-11-28 | 11,700,000 | Thanos                         |

### El rescate de DAO
En 2016, como resultado de la explotación de una falla en el software de contrato inteligente del proyecto DAO, y el subsiguiente robo de $ 50 millones en Ether, la red Ethereum se dividió en dos cadenas de bloques separadas. - la historia alterada se denominó Ethereum (ETH) y la historia inalterada se denominó Ethereum Classic (ETC).
- La nueva cadena con la historia alterada fue marcada como Ethereum (ticker: ETH) con el BIP-44 Coin Index 60 y EVM Chain ID 1 atribuido por la Ethereum Foundation, propietaria de la marca registrada. En esta nueva cadena, la historia del robo se borró de la historia de la cadena de bloques Ethereum.[6]
- Algunos miembros de la comunidad Ethereum ignoraron el intento de reescribir la historia y continuaron participando en la red Ethereum original. La cadena sin bifurcación con un historial inalterado continuó como Ethereum Classic (ticker: ETC) con el BIP-44 Coin Index 61 y EVM Chain ID 61.[2]

#### Revelaciones de vulnerabilidades de seguridad
El 28 de mayo de 2016, se publicó un documento que detalla las vulnerabilidades de seguridad con el DAO que podrían permitir el robo de Ether. El 9 de junio de 2016, Peter Vessenes reveló públicamente la existencia de una vulnerabilidad de seguridad crítica pasada por alto en muchos contratos de Solidity, un error de llamada recursivo. El 12 de junio de 2016, Stephan Tual afirmó públicamente que los fondos de DAO estaban seguros a pesar de la falla de seguridad crítica recién descubierta.

#### Voto de carbono
El 15 de julio de 2016, se llevó a cabo una votación en cadena con breve aviso sobre la bifurcación dura de DAO. De los 82.054.716 ETH existentes, solo 4.542.416 votaron, para una participación total de votantes del 5,5% de la oferta total el 16 de julio de 2016; 3.964.516 ETH (87%) votaron a favor, 1/4 de los cuales provino de una sola dirección, y 577.899 ETH (13%) se opusieron a la bifurcación DAO.  El proceso acelerado del voto de carbono generó críticas de los oponentes de la bifurcación DAO. Mientras que los defensores de la bifurcación se apresuraron a comercializar la votación como un mecanismo de consenso efectivo y avanzaron con la bifurcación DAO cuatro días después.

#### Bloque 1.920.000
El primer bloque de Ethereum Classic que no se incluyó en la cadena bifurcada de Ethereum fue el bloque número 1.920.000, que fue generado por los mineros de Ethereum Classic el 20 de julio de 2016.

### Desactivar bomba de dificultad
Se diseñó un mecanismo llamado "Bomba de dificultad" para impulsar la cadena Ethereum del mecanismo de consenso de prueba de trabajo a prueba de participación en el futuro al aumentar exponencialmente la dificultad de la minería. Esta bomba de dificultad se agregó a la red en el bloque 200,000 en una actualización llamada "Edad de Hielo". Mientras que los participantes de Ethereum Classic debatían los méritos de la bomba de dificultad, una actualización de la red llamada "Die Hard" en el bloque 3.000.000 retrasó los efectos del mecanismo. Una vez que los participantes de la red llegaron a un consenso sobre el tema, Ethereum Classic actualizó su red en el bloque 5.900.000 para desactivar permanentemente la bomba de dificultad. Esto abandonó un futuro con prueba de participación y comprometió a la red con el mecanismo de consenso de prueba de trabajo.

### Paridad de protocolo
En un intento por modernizar el protocolo Ethereum Classic, se programaron varias actualizaciones de protocolo para activar funciones que la red Ethereum ya habilitó en los últimos años. Atlantis, activado en septiembre de 2019, permitió los cambios sobresalientes de Bizancio, Agharta, en enero de 2020, trajo los parches de Constantinopla de Ethereum, y Phoenix finalmente logró la paridad de protocolo entre Ethereum Classic y Ethereum con la introducción de la actualización del protocolo de Estambul. Desde que se activó el protocolo Phoenix, las aplicaciones son totalmente compatibles entre las redes.

### Algoritmo de minería
Después de una serie de ataques del 51% a la red Ethereum Classic en 2020, la comunidad consideró un cambio en el algoritmo de minería Ethash subyacente para evitar ser una cadena minoritaria de prueba de trabajo en el algoritmo de minería Ethash donde se encuentra Ethereum dominando el hashrate. Después de evaluar varias opciones, como el RandomX de Monero o el SHA-3-256 estandarizado, finalmente se decidió duplicar la duración de la época de Ethash de 30.000 a 60.000 para reducir el tamaño del DAG y evitar que los mineros de Ethash cambiaran fácilmente a Ethereum Classic. Este Ethash modificado también se conoce como actualización de EtcHash o Thanos.

## Características
Al igual que con otras criptomonedas, la validez de cada éter es proporcionada por una cadena de bloques, que es una lista de registros en continuo crecimiento, llamados "bloques", que están vinculados y asegurados mediante criptografía . Por diseño, la cadena de bloques es inherentemente resistente a la modificación de los datos. Es un libro de contabilidad abierto y distribuido que registra las transacciones entre dos partes de manera eficiente y verificable y permanente. A diferencia de Bitcoin, Ethereum Classic opera utilizando cuentas y saldos de una manera llamada transiciones de estado. Esto no depende de salidas de transacciones no gastadas (UTXO). El estado denota los saldos actuales de todas las cuentas y los datos adicionales. El estado no se almacena en la cadena de bloques, se almacena en un árbol Merkle Patricia separado. Una billetera de criptomonedas almacena las "claves" o "direcciones" públicas y privadas que se pueden usar para recibir o gastar Ether. Estos se pueden generar a través de mnemotécnicos de estilo BIP 39 para una "billetera HD" BIP 32. En la pila tecnológica de Ethereum, esto es innecesario ya que no opera en un esquema UTXO. Con la clave privada, es posible escribir en la cadena de bloques, haciendo efectivamente una transacción de éter.
Para enviar Ether a una cuenta, se necesita el hash Keccak-256 de la clave pública de esa cuenta. Las cuentas de Ether son seudónimas en el sentido de que no están vinculadas a personas individuales, sino a una o más direcciones específicas.

### Ether
Ether es un token fundamental para el funcionamiento de Ethereum Classic, que por lo tanto proporciona un libro mayor público distribuido para las transacciones. Se utiliza para pagar por Gas, una unidad de cálculo que se utiliza en transacciones y otras transiciones de estado. Además, esta moneda se conoce comúnmente como Ethereum, Eth, Classic o ETC.
Aparece bajo el símbolo de cotización ETC y se negocia en los intercambios de criptomonedas, y el carácter griego Xi en mayúscula (Ξ) se usa generalmente para su símbolo de moneda . También se utiliza para pagar tarifas de transacción y servicios computacionales en la red Ethereum Classic.

### Direcciones
Las direcciones de Ethereum Classic están compuestas por el prefijo "0x", un identificador común para hexadecimal, concatenado con los 20 bytes más a la derecha del hash Keccak-256 (big endian) de la clave pública ECDSA (la curva utilizada es la denominada secp256k1, lo mismo que bitcoin). En hexadecimal, dos dígitos representan un byte, lo que significa que las direcciones contienen 40 dígitos hexadecimales. Un ejemplo de una dirección Ethereum Classic es 0xb794f5ea0ba39494ce839613fffba74279579268. Las direcciones de los contratos están en el mismo formato, sin embargo, están determinadas por el remitente y el nonce de la transacción de creación. Las cuentas de usuario son indistinguibles de las cuentas de contrato, dado solo una dirección para cada una y sin datos de blockchain. Cualquier hash válido de Keccak-256 puesto en el formato descrito es válido, incluso si no corresponde a una cuenta con una clave privada o un contrato. Esto es diferente a bitcoin, que usa base58check para asegurarse de que las direcciones estén escritas correctamente.

### La política monetaria
El 11 de diciembre de 2017, el suministro total de Ether en Ethereum Classic se limitó a 210,700,000 ETC a través de la actualización del bifurcación dura de Gotham. Esto agregó un programa de emisiones deflacionarias inspirado en bitcoins que está documentado en la Propuesta de mejora clásica de Ethereum (ECIP) 1017. El programa de emisión, también conocido como "5M20", reduce la recompensa del bloque en un 20% cada 5.000.000 de bloques. Socialmente, este evento de reducción de recompensa por bloque ha tomado el apodo de "the fifthening".
| Fecha ETA    | Fecha             | Era 5M20 | Cuadra     | Recompensa de bloque | Emisión total de la era |
| ------------ | ----------------- | -------- | ---------- | -------------------- | ----------------------- |
| -            | 30. Julio de 2015 | Era 1    | 1          | 5 ETC                | 25.000.000 ETC          |
| Dic. De 2017 | 11. Dic. De 2017  | Era 2    | 5,000,001  | 4 ETC                | 20.000.000 ETC          |
| Mar. De 2020 | 17. Mar. De 2020  | Era 3    | 10,000,001 | 3.2 ETC              | 16.000.000 ETC          |
| Abr 2022     | 25. Abr. De 2022  | Era 4    | 15.000.001 | 2.56 ETC             | 12,800,000 ETC          |
| Mayo de 2024 | -                 | Era 5    | 20.000.001 | 2.048 ETC            | 10,240,000 ETC          |

## El código es ley
Las personas que continuaron con Ethereum Classic abogan por la inmutabilidad de la cadena de bloques y el concepto de que "el código es ley"  contra el lado pro-fork (Ethereum), que defendía en gran medida la intencionalidad extraprotocolo, la toma de decisiones descentralizada y la resolución de conflictos. .

## Ataques

### Ataques de repetición de la bifurcación de TheDAO
El 20 de julio de 2016, debido a la dependencia de los mismos clientes, la bifurcación DAO creó un ataque de reproducción en el que se transmitía una transacción en las redes ETC y ETH. El 13 de enero de 2017, la red Ethereum Classic se actualizó para resolver los ataques de repetición de transacciones. Las redes ahora funcionan oficialmente por separado.

### RHG vende ETC robado
El 10 de agosto de 2016, el proponente de ETH, Robin Hood Group, transfirió 2,9 millones de ETC robados a Poloniex en un intento de vender ETC por ETH siguiendo el consejo de Bitly SA; El 14% se convirtió con éxito a ETH y otras monedas, el 86% fue congelado por Poloniex. El 30 de agosto de 2016, Poloniex devolvió los fondos ETC al RHG. Establecieron un contrato de reembolso en la red ETC.

### Ataque clásico al sitio web Ether Wallet
El 29 de junio de 2017, la cuenta de Twitter de Ethereum Classic hizo una declaración pública indicando motivos para creer que el sitio web de Classic Ether Wallet se había visto comprometido. La cuenta de Twitter de Ethereum Classic confirmó los detalles publicados a través de Threatpost. El equipo de Ethereum Classic trabajó con Cloudflare para colocar una advertencia en el dominio comprometido advirtiendo a los usuarios del ataque de phishing.

### 51% de ataques de doble gasto
En enero de 2019, Ethereum Classic estuvo sujeto a ataques de doble gasto. Desde julio hasta agosto de 2020, Ethereum Classic sufrió más ataques del 51%.